# Amata anatolica
Amata anatolica är en fjärilsart som beskrevs av Hans Zerny 1931. Amata anatolica ingår i släktet Amata och familjen björnspinnare. Inga underarter finns listade i Catalogue of Life.